# Xe đạp điện

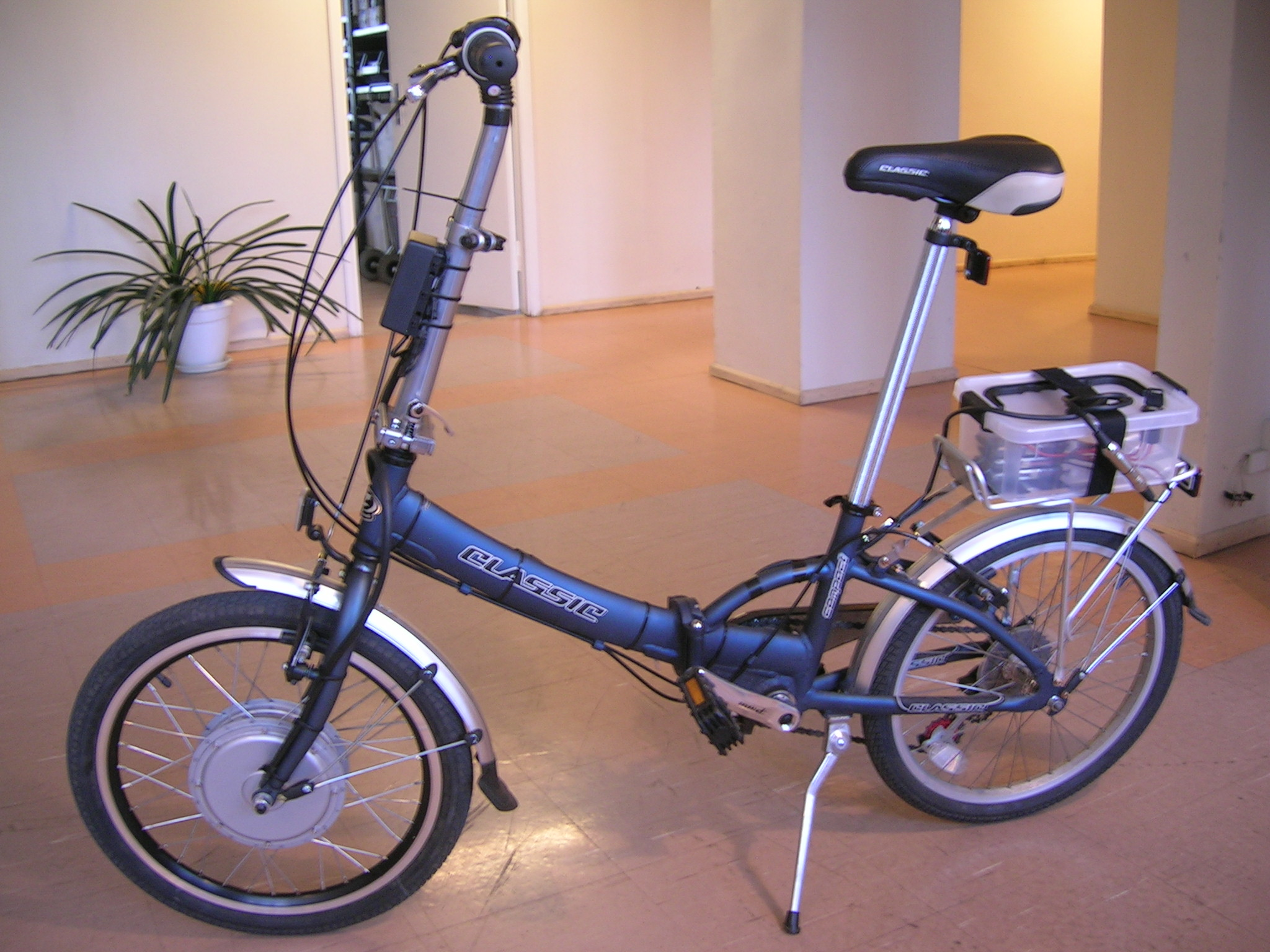
Một chiếc xe đạp điện

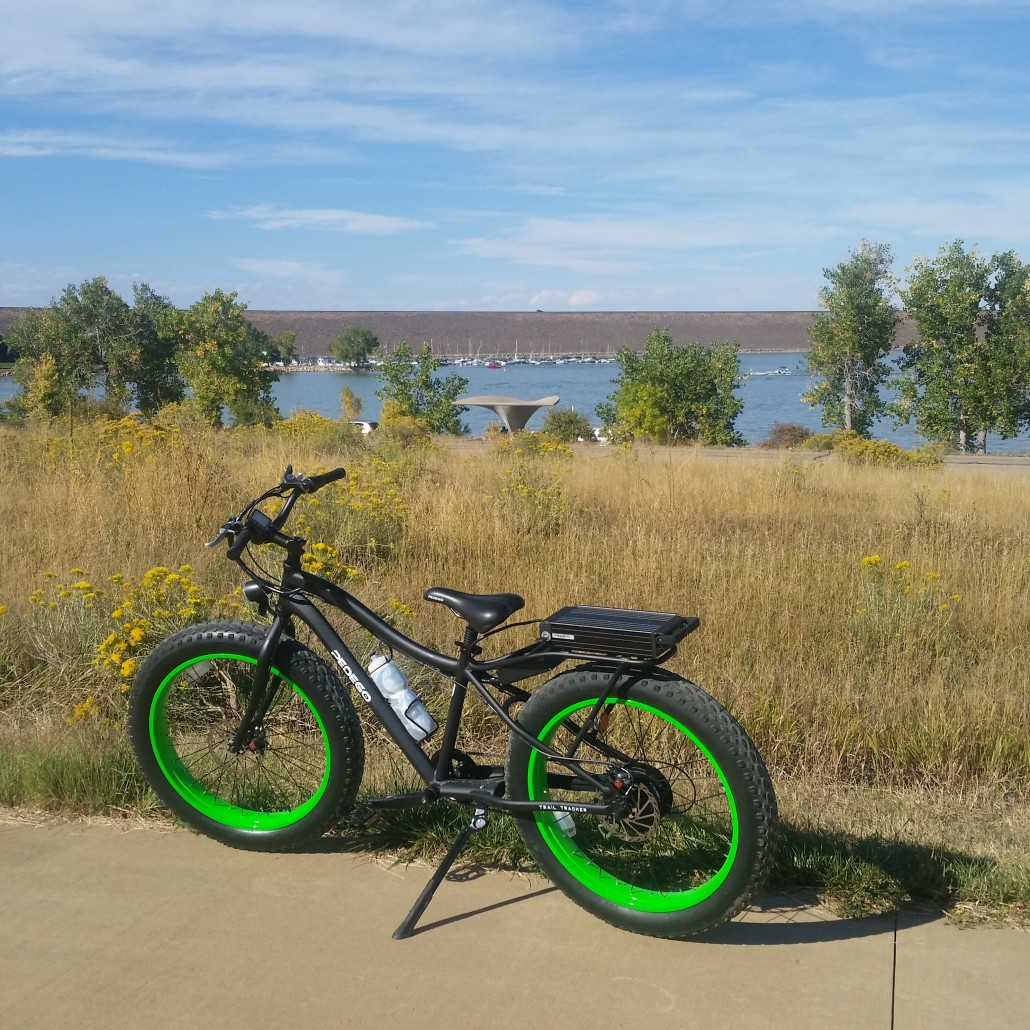
Xe đạp điện Pedego Trail Tracker

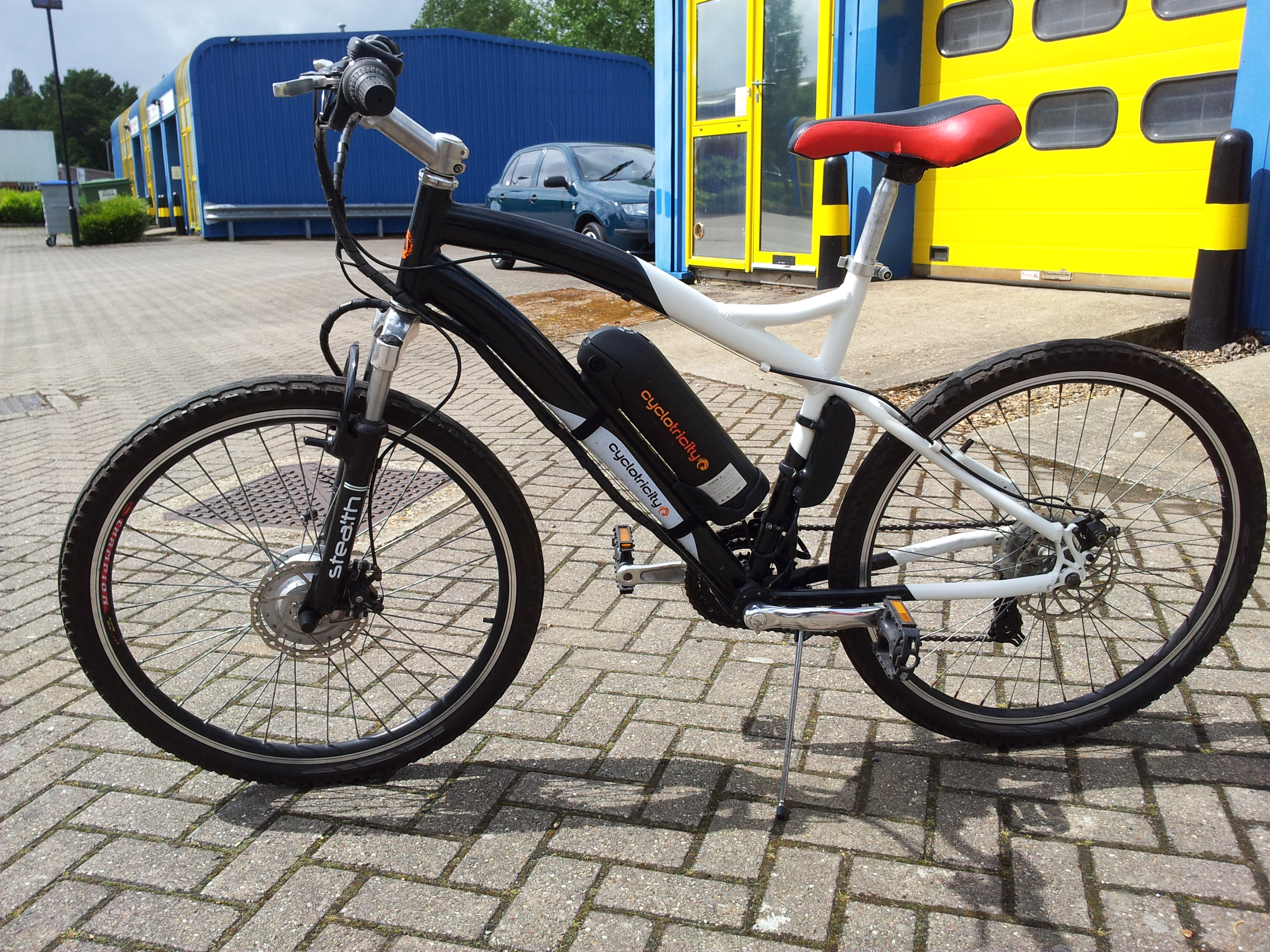
Xe đạp điện leo núi Cyclotricity Stealth

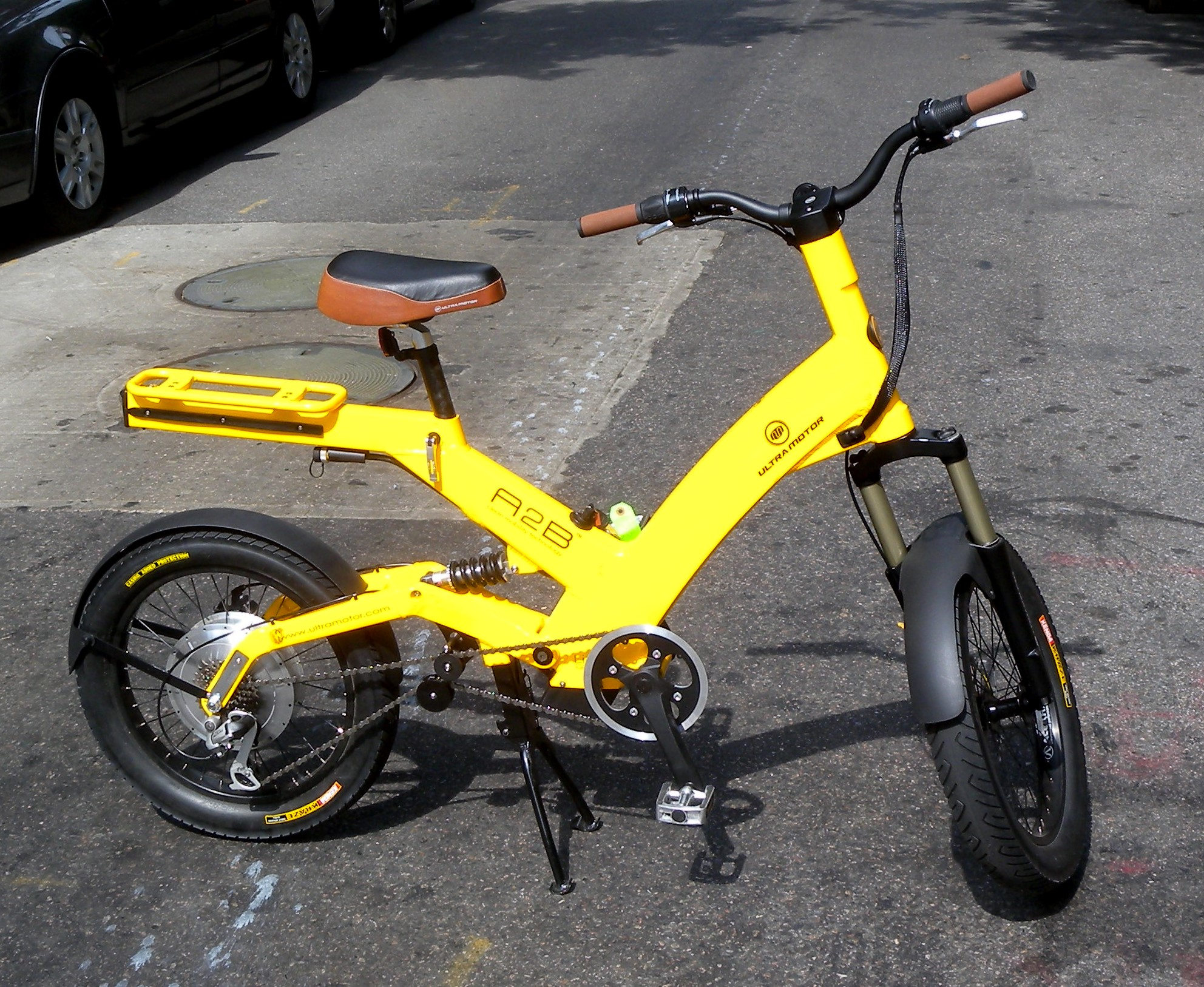
Một chiếc xe đạp điện kiểu gắn máy: an A2B Bicycles Ultramotor metro/octave $3599

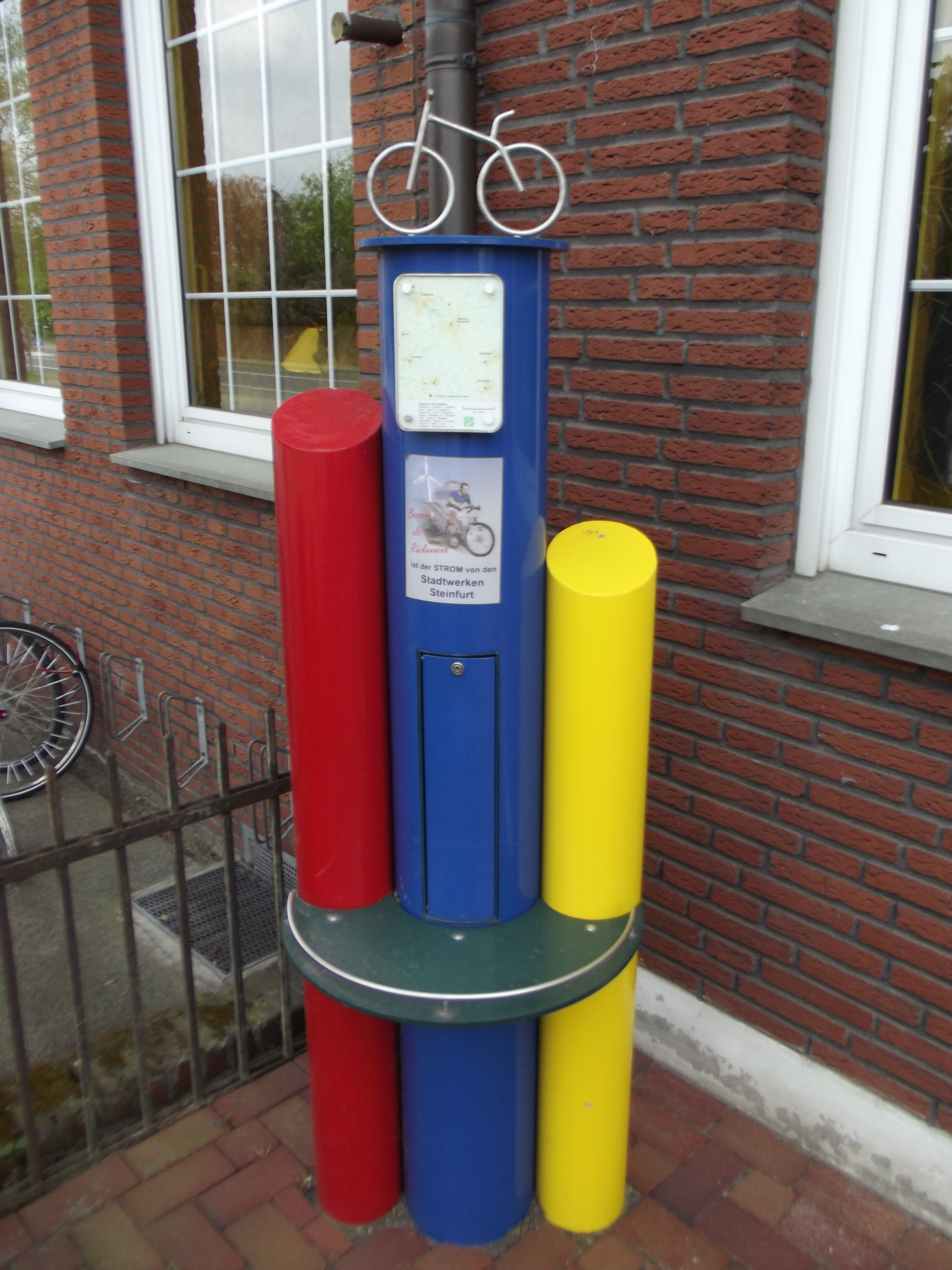
Trạm sạc E-bike, Đức

Một chiếc xe đạp điện là một chiếc xe đạp với một động cơ điện được sử dụng cho động cơ đẩy. Có rất nhiều loại xe đạp điện có sẵn trên toàn thế giới, như là xe đạp điện chạy bằng pin, xe đạp điện chạy bằng ắc quy,... Các xe đạp điện thường có vận tốc trung bình từ 25 đến 32 km/giờ, tùy thuộc vào luật pháp của quốc gia mà họ đang bán ra. Ở một số thị trường, chẳng hạn như Đức, xe đạp điện đang trở nên phổ biến và tham gia vào một số thị phần của xe đạp thông thường, trong khi ở những nước khác, chẳng hạn như Trung Quốc, xe đạp điện đang thay thế nhiên liệu hóa thạch của mô tô và xe gắn máy nhỏ.
Tùy thuộc vào luật pháp địa phương, xe đạp điện có thể được phân loại vào xe đạp thay vì xe máy. Vì vậy nhiều người lái xe đạp điện không tuân theo luật pháp nghiêm ngặt hơn về chứng nhận và hoạt động của họ.
Theo luật pháp ở nhiều nơi, xe đạp điện và xe máy điện được phân vào loại chung là xe điện.
Tất cả các xe đạp điện đều được trang bị 2 bàn đạp như xe đạp thông thường.Tác dụng của 2 bàn đạp này dùng để đạp xe như xe đạp thường khi điện bên trong pin hoặc ắc quy bị hết.

## Lịch sử
Xe đạp điện được chế tạo ra từ những năm cuối thế kỉ 19.Chiếc xe đạp điện lần đầu tiên được ghi nhận chế tạo là xe đạp điện của Ogden Bolton Jr vào ngày 31 tháng 12 năm 1895 và phát minh của ông đã được chính phủ Hoa Kỳ cấp bằng sáng chế.
Về sau, trải qua nhiều năm, xe đạp điện đã được cải tiến, nâng cấp để có thể đi lại được như ngày nay.

## Thâm nhập thị trường
Xe đạp điện đã được sử dụng phổ biến trên toàn thế giới và đã tăng trưởng nhanh chóng từ năm 1998.Người ta ước tính rằng có khoảng 120 triệu xe đạp điện ở Trung Quốc vào đầu năm 2010, và đang tiếp tục mở rộng bán hàng nhanh chóng ở Ấn Độ, Hoa Kỳ, Đức, Hà Lan và Thụy Sĩ.

## Lợi ích
Sử dụng xe đạp điện cũng có khá nhiều lợi ích. VD như bảo vệ môi trường,tránh kẹt xe,giảm khả năng xảy ra tai nạn giao thông hơn đi xe máy và ô tô,...

## Bảo đảm an toàn
Có vài điều cần thiết khi đi xe đạp điện để đảm bảo đảm an toàn khi tham gia giao thông như kiểm tra các bộ phận của xe như bánh xe, phanh,  pin(hoặc ắc quy), đội nón bảo hiểm, nên chạy ở vận tốc trung bình 25 km/giờ.